# Geschiedenis van de fiets

Evolutie van de fiets

De geschiedenis van de fiets, of rijwiel, gaat terug tot de uitvinding van de loopfiets in 1817. Daarna volgden  de vélocipède van 1866, de hoge bi van 1871 en uiteindelijk de veiligheidswieler, of safety, in 1885. Deze laatste fiets van John Kemp Starley kon vanaf 1890 worden uitgerust met Dunlops luchtbanden en verschilt functioneel niet veel van de moderne stadsfiets.

## De loopfiets

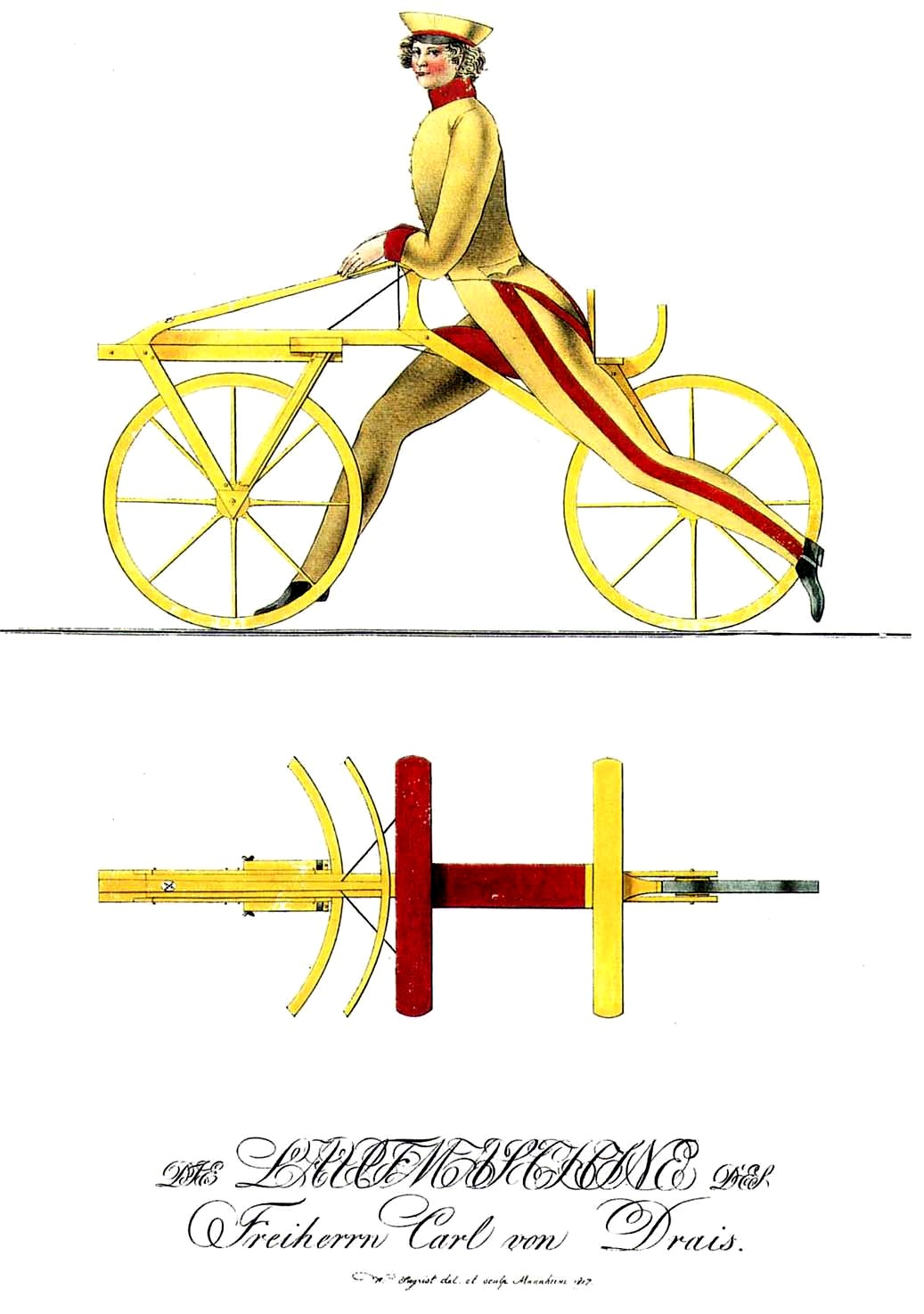
Loopfiets 1817

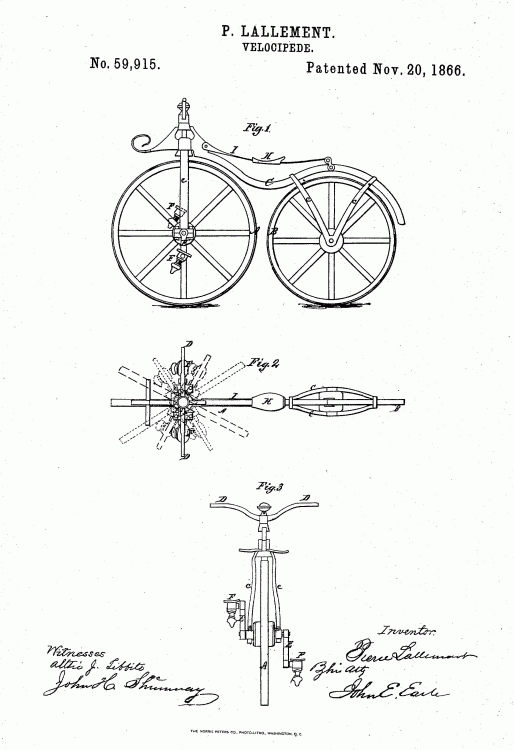
Pierre Lallements patent 1866

Eind 18e - begin 19e eeuw ontstond de loopfiets, waaruit later de huidige fiets zou ontstaan. De oudst bekende loopfietsen waren de draisine van Carl Ludwig Friedrich Christian Drais von Sauerbronn in het Duitse vorstendom Baden in 1817. Enige tijd is gedacht dat de célérifère van De Cirvac in Frankrijk in 1790 was uitgevonden maar in de 20e eeuw zou deze bewering worden ontmaskerd als een chauvinistische hoax.

### De draisine
De vulkaanuitbarsting van de Tambora op het eiland Soembawa veroorzaakte in 1816 het 'jaar zonder zomer' waardoor wereldwijd de oogsten mislukten zonder dat de mensen wisten wat de oorzaak was. In Europa ontstonden transportproblemen doordat voor de last- en trekdieren geen voedsel was. Deze omstandigheid zou de uitvinder Karl Drais hebben aangezet tot het ontwikkelen van een dieronafhankelijk vervoermiddel dat puur door menskracht kon worden voortbewogen: de draisine.
Karl Drais was houtvester van de groothertog Karel van Baden en kreeg in die hoedanigheid de gelegenheid zijn houten transportmiddel te ontwikkelen. In 1817 legde hij met het 22 kilo wegende prototype vanuit Mannheim een afstand van 13 kilometer af in minder dan een uur. Denis Johnson uit Londen verbeterde de loopfiets in 1819 enigszins, door een welving in het frame, wat de berijder comfortabeler in staat stelde zich op grotere wielen te verplaatsen zonder concessies te hoeven doen aan de zithoogte. Door deze aanpassing werden hetzelfde jaar ook loopfietsen voor vrouwen mogelijk. Door het zadel te monteren op een kader in u-vorm konden zij de loopfiets berijden zonder de lange rokken op te heffen. Na deze verbetering zou de ontwikkeling vooralsnog stagneren. Waarschijnlijk doordat er weinig commerciële waarde aan het vervoermiddel werd gehecht, zou het nog bijna vijftig jaar duren voordat de draisine verder evolueerde. Van de loopfiets kwamen enige duizenden exemplaren in gebruik. Het vervoermiddel had geen rem waardoor in sommige steden de autoriteiten zich genoodzaakt voelden het gebruik aan banden te leggen omwille van de veiligheid.

## De vélocipède
De draisine was een voorloper en er zou een Franse wagenmaker aan te pas moeten komen om het voertuig tot fiets te transformeren. In 1862 inspireerde een passerende loopfiets de kinderwagenbouwer Pierre Lallement tot het construeren van zijn eigen exemplaar, maar dan met pedalen aan het iets vergrote voorwiel: de vélocipède. Hoewel het een ongemakkelijk en inefficiënt geheel vormde, was dit toch een fiets in zijn meest basale vorm en niet meer het tweewielig karretje van Drais. Hij nam voor de vervaardiging contact op met de gebroeders Olivier en deze broers richtten samen met de smid Pierre Michaux een fietsfabriek op. Nadat Lallement een tijdje voor Michaux had gewerkt, vertrok hij naar de Verenigde Staten waar hij zijn uitvinding in 1866 patenteerde. Het lukte hem niet in Amerika voor zijn bedenksel een bedrijfsmatige bouwer te vinden en hij keerde daarom in 1868 terug naar Frankrijk, waar Michaux et Cie, op basis van Lallements ontwerp, gietijzeren fietsen maakte. Hun tweewielers bleken niet erg solide en de concurrentie vaagde de werkplaats spoedig weg.
Met metalen banden en een gietijzeren frame moet het langdurig fietsen op dit stuiterend transport hebben geleid tot een losgeschudde schedel en daarom noemden de Engelstaligen het een boneshaker. Op de nieuwe Parijse wegen van Macadam (een vorm van wegverharding) bleek het echter een succes en het ontketende tot de Frans-Duitse Oorlog van 1870 een ware rage. De volgende innovaties, zoals kogellagers en vaste rubberbanden, maakten het fietsen uiteindelijk tot een minder schokkende ervaring.

## De hoge bi

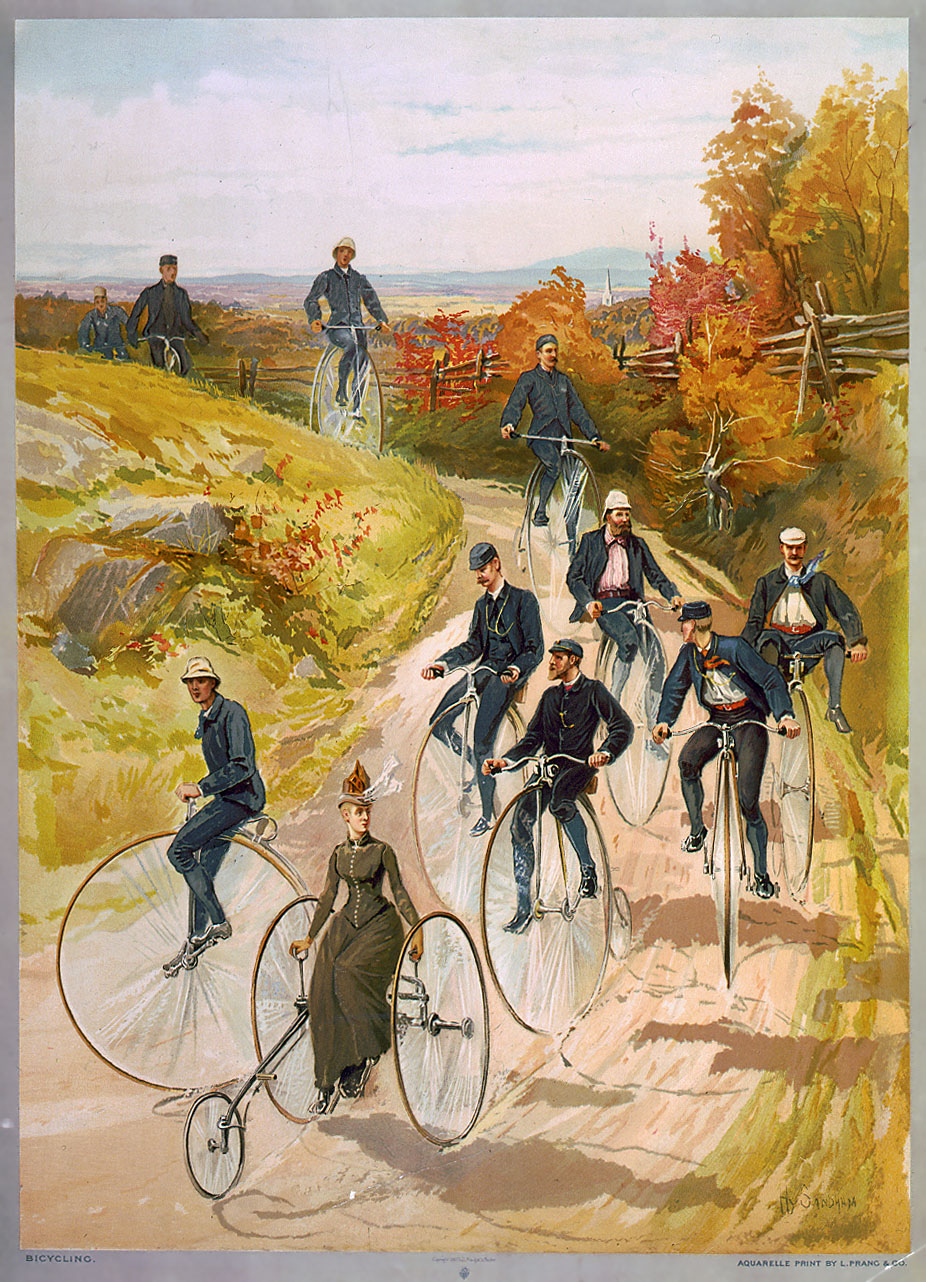
Hoge bi 1887

De pedalen van dit transportmiddel waren direct aan het wiel bevestigd en daardoor hadden trapas en wiel dezelfde rotatiesnelheid. Om bij deze constructie de snelheid te verhogen moest het voorwiel worden vergroot en dit resulteerde in de hoge bi, zonder enige twijfel de gevaarlijkste massageproduceerde fiets. In het Engels spreekt men wel van "penny-farthing" (een penny is een grote munt, een farthing is een klein muntje), vanwege het grote voorwiel en het kleine achterwiel. Het massamiddelpunt van de wielrijder zat zo hoog dat een abrupte stop de fietser over het stuur lanceerde. De overmoedige die een heuvel wilde afdalen werd aangeraden de benen op het stuur te leggen om zo een onvrijwillige val op te vangen. Andere nadelen waren het moeizame opstijgen, de onmogelijkheid om bij een tussenstop een voet op vaste grond te zetten en de instabiele wegligging.
Desalniettemin kon een avontuurlijke fietser, zoals de in 1854 geboren Brit Thomas Stevens, met het hoge bespaakte wiel enorme afstanden afleggen. Stevens vertrok op 22 april 1884 naar de oostkust vanuit San Francisco met in zijn stuurtas: een tentje, een slaapzak, een paar sokken en een revolver.
104 dagen later en 6000 kilometer verder voltooide hij op 4 augustus 1884 in Boston de eerste transcontinentale fietstocht; van de 104 dagen had hij 20 dagen niet kunnen fietsen vanwege vermoeidheid en het slechte weer. Zijn reisverhaal werd in afleveringen gepubliceerd in Outing Magazine en dit trok zoveel lezers dat het blad besloot hem als speciale fietscorrespondent te contracteren. Hij fietste via West-Europa naar Iran. In Hongarije werd hij vergezeld door een andere grote wielrijder, maar doordat zij elkaars taal niet spraken bleef de conversatie beperkt. Vervolgens fietste hij door Afghanistan, India en delen van China om met de boot over te steken naar Japan. Stevens stelde dat hij bijna 22.000 kilometer fietsend had afgelegd en hij heeft zijn avonturen vastgelegd in het boek met de originele titel: Rond de Wereld op een fiets. Hiermee is duidelijk dat de hoge bi, ondanks al zijn beperkingen, het eerste echt bruikbare rijwiel was.

## De veiligheidswieler

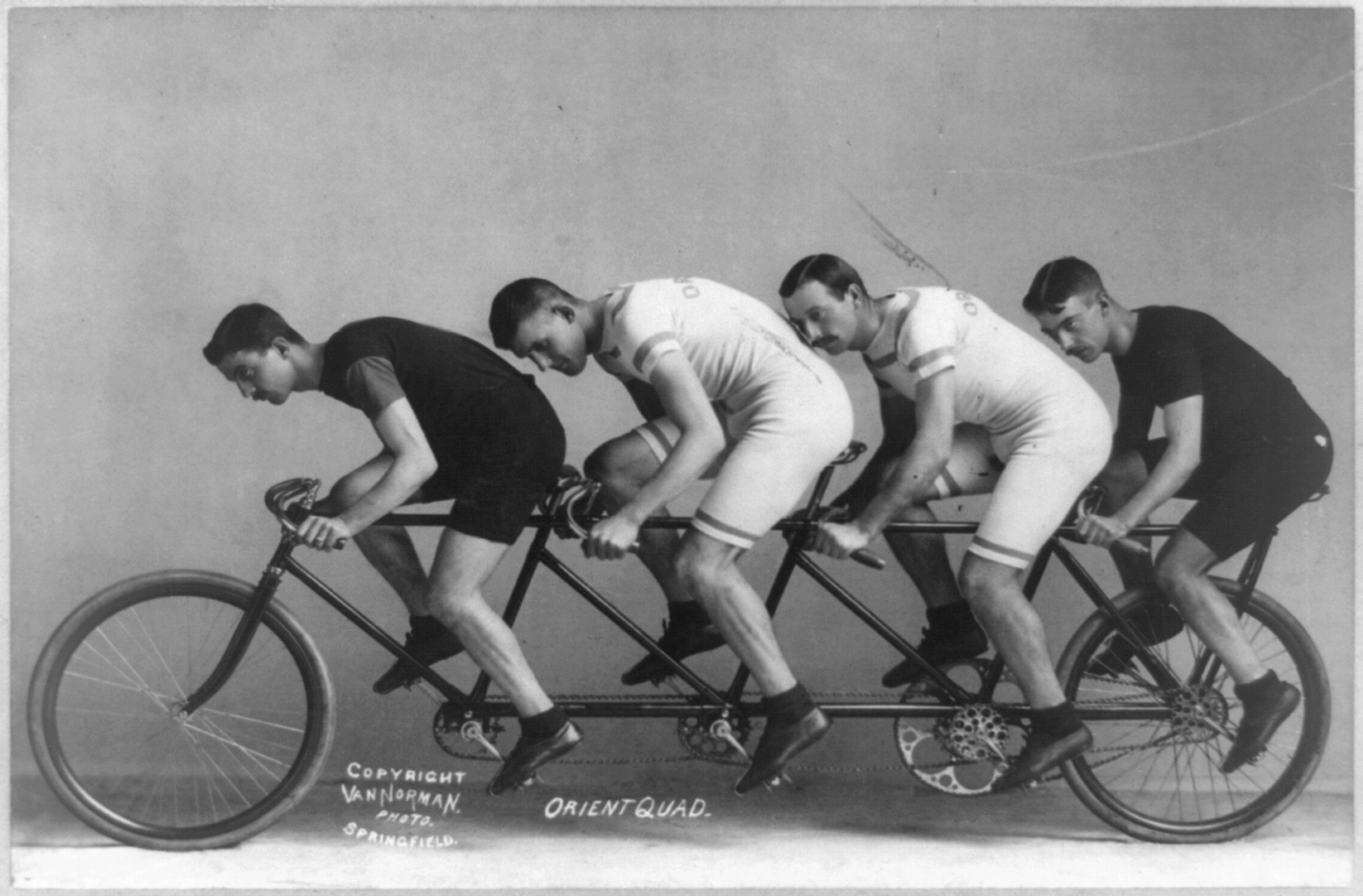
Veiligheid voor vier

In Engeland werd de hoge bi geproduceerd door James Starley. Zijn neef John Kemp Starley introduceerde in 1885 de eerste fiets die eigenlijk niet verschilt van de moderne fiets. De Rover Safety van John Starley had een achterwiel met kettingaandrijving, waardoor de pedaalrotatie niet meer gelijk hoefde te zijn aan het draaiende wiel en het hoge wiel niet meer nodig was. 
(In 1868 construeerde de Franse constructeur en uitvinder Eugene Meyer reeds de eerste fiets met kettingaandrijving naar het achterwiel naar tekeningen van de Parijse horlogemaker André Guilmet.) Hiermee kreeg de fiets zijn moderne uiterlijk dat in wezen sinds 1885 niet meer is veranderd. Doordat de wielrijder nu veel lager en verder van het stuur zit, is het valrisico minimaal. Bovendien werd de wrijving verminderd door de toepassing van kogellagers. Het comfort was echter nog steeds niet optimaal doordat de banden nog steeds van massief rubber waren, maar dit veranderde reeds in 1888 met John Dunlops luchtbanden. Nu brak het gouden fietstijdperk aan dat zou duren totdat de onstuitbare opmars van de auto de populariteit van alle andere transportvormen zou overvleugelen (toen de fiets eindelijk bruikbaar was, verliet de eerste auto bijna de fabriek).

## De vouw- of deelbare fiets

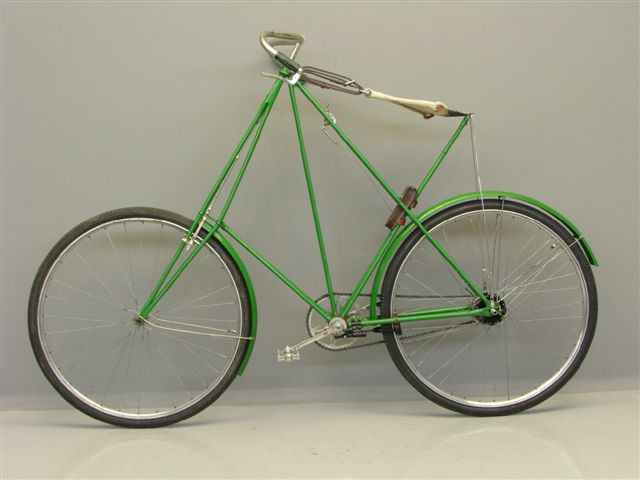
Dursley Pedersen van ca. 1910.

De eerste vouwfietsen werden reeds ver voor de Tweede Wereldoorlog vervaardigd. Legers waren dan nog belangrijke afnemers. Vouwfietsen werden na de Tweede Wereldoorlog eerst door algemene fietsfabrikanten geproduceerd, later ook door gespecialiseerde bedrijven. De vraag naar dit soort fietsen kwam vanuit het opkomende forensenverkeer. Waar de eerste modellen nog "gewone" fietsen waren, die met een knikmechanisme middendoor gevouwen konden worden, evolueerden de latere modellen tot eigenstandige ontwerpen met een betere balans tussen trapoverdracht en wiel, een veranderd wielformaat en een eigen vouwmechaniek die meer was dan een in tweeën kunnen opklappen.

## 21e eeuw

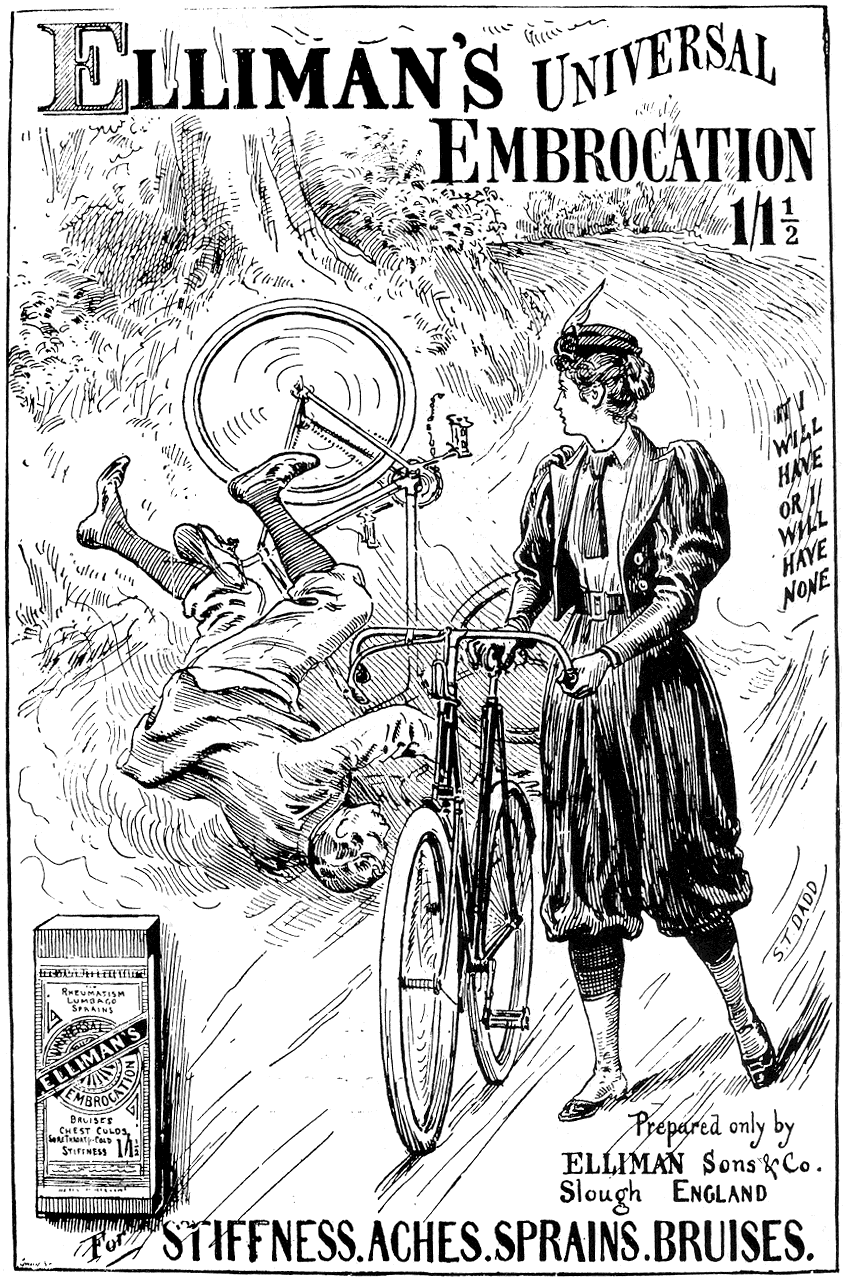
Reclame uit 1897

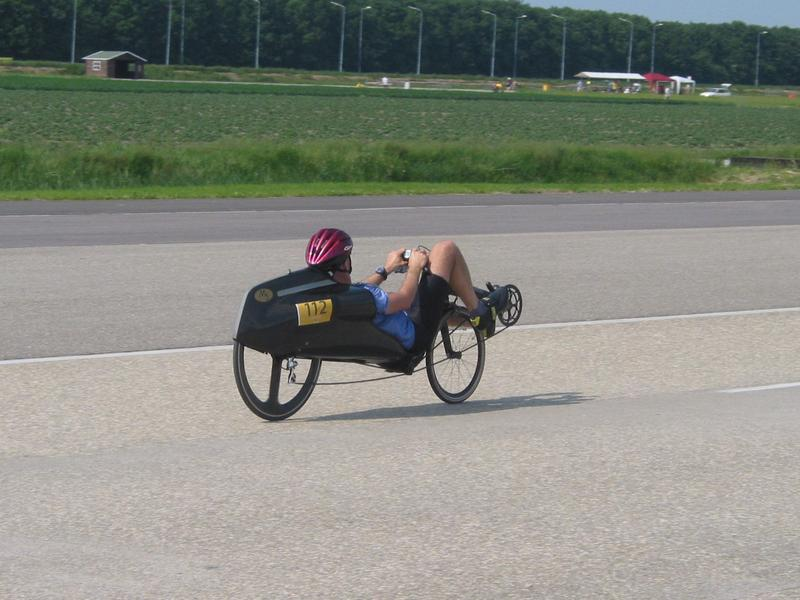
De ligfiets

Veel hedendaagse fietsen vertonen nog steeds de vorm uit 1885, maar door het lichtgewicht materiaal, de geavanceerde derailleurs en naafversnellingen en het hoogwaardige wegennet is het fietsen geëvolueerd tot een economische en doelmatige manier van voortbewegen met aanzienlijk meer gemak dan in de 19e eeuw. In 1817 rolde Karl Drais 13 kilometer in een uur terwijl Ondřej Sosenka in 2005 bijna 50 kilometer in een uur aflegde. 

### Sneller: racefiets en ligfiets
Ook de opkomst en verbetering van nieuwe fietstypen droegen hieraan bij zoals de racefiets, hybridefiets en mountainbike. 
Ook de ligfiets fietst sneller door de lagere luchtweerstand dan de standaardfiets. In 2006 reed Fred Markham met zijn ligfiets in een uur 86 kilometer. In het dagelijks gebruik is een ligfiets echter nogal onhandig door de verminderde wend- en zichtbaarheid. De ligfiets is nooit zo populair geworden als de andere nieuwe varianten.  

### Minder inspanning: de e-bike
In de eenentwintigste eeuw maakte de elektrische fiets in sommige landen een enorme opmars. De eerste elektrische fietsen dateren reeds uit de 19e eeuw. In 1897 werden elektrische tandems van het ontwerp van Adolphe Pingault gebruikt als gangmakersfietsen voor de wielerwedstrijd Bordeaux-Parijs. De toprenners werden uit de wind gehouden (gegangmaakt) door andere fietsers. Die hielden dat natuurlijk als hazen maar een kort stukje vol. Om die reden werden deze gangmakers op tandems gezet. Eerst (zo rond 1893) op tweepersoonstandems, daarna op zogeheten tripletten, quadrupletten en quints: inderdaad: een vijfpersoonstandem. Voor wielerwedstrijden was een goede quint toen net zoveel waard als in 2020 een treintje met lead-out voor moderne topsprinters. Omdat goede renners duur waren, werd er een elektromotor gebruikt om met twee gangmakers net zo lang en snel te kunnen gangmaken als met een quint. Na 1898 ontstonden er gangmakende motorfietsen en werd de elektrische tandem weer vergeten.
Hoeveel fietsen wereldwijd in gebruik zijn, is niet bekend, maar volgens het Worldwatch Earth Policy Institute worden jaarlijks meer dan 100 miljoen fietsen geproduceerd. 75 procent van de wereldfietsproductie vindt plaats in China en het overgrote deel hiervan wordt geëxporteerd. Het Chinese fietsgebruik daalt overigens zeer snel ten gunste van het gemotoriseerd verkeer, hetgeen leidt tot ernstige milieuverontreiniging. In 1998 fietste 60% van de Pekingse werknemers naar het werk terwijl dit percentage al in 2002 was teruggelopen tot minder dan twintig.
De ontwikkelingen naar de moderne fiets veroorzaakten gaandeweg ook een scala aan veranderingen die verder strekten dan alleen het domein van de fiets. Zo leidden de ontwikkeling en grootschalige toepassingen voor de fiets van onderdelen voor frames en wielen naar nieuwe industrieën en technologieën. Daarnaast ontstond er rond de fiets een forse infrastructuur en nieuwe takken van sport.